# Tetrameles nudiflora
Tetrameles nudiflora is een plantensoort uit de familie Tetramelaceae. Het is een grote bladverliezende boomsoort die voorkomt voor in Noord-Australië en Zuid-Azië. De wetenschappelijke naam van de soort is gepubliceerd in 1844 door Robert Brown.

## Kenmerken
Tetrameles nudiflora is een vruchtdragende bladverliezende boom. Hij heeft hartvormige met bladeren met netnervig gevormde nerven. De bladeren zelf hebben een oppervlak variërend van 11 tot 17 centimeter bij 8,5 tot 12 centimeter. Tetrameles nudiflora verliest zijn bladeren vanaf oktober waarna er vanaf januari het jaar erop weer nieuwe bladgroei kan plaatsvinden. In de periode dat deze soort bladloos is vindt de vruchtvorming plaats. De vruchtvorming kan in sommige gevallen ook plaatsvinden wanneer de boom zijn nieuwe blad aan het vormen is. De stam van de soort is vaak bruin gekleurd. De zaden zijn behaard en zijn tussen de een en de twee millimeter lang.

## Verspreiding
Tetrameles nudiflora komt voor in Zuid-Azië en Noord-Australië en dan specifiek in Kaap York in het noorden van Queensland. De soort komt voor in de volgende Aziatische landen: India, Bangladesh, Sri Lanka, Vietnam, China, Burma, Bhutan, Laos, Cambodja, Thailand en Maleisië.